# Neohela intermedia
Neohela intermedia är en kräftdjursart som beskrevs av Coyle och G. J. Mueller 1981. Neohela intermedia ingår i släktet Neohela och familjen Aoridae. Inga underarter finns listade i Catalogue of Life.